# James Nelson-Joyce
James Nelson-Joyce (nacido en 1988/89) es un actor inglés, conocido por interpretar al tipo duro o personajes malvados, que ha tenido papeles en Mount Pleasant (2016), Little Boy Blue (2017), The Trap (2019). ), The Nest (2020, Time (2021), The Outlaws (2021), Industry (2022), The Gold (2023), A Town Called Malice (2023), Guy Ritchie's The Covenant (2023).

## Primeros años
Nelson-Joyce nació en una familia de clase trabajadora de Walton, Liverpool. Dejó la escuela sin calificaciones, sin darse cuenta en ese momento de que era disléxico, sin embargo, siguió el consejo de su profesora de inglés, la señorita Griffiths, quien reconoció su potencial para la actuación, animándolo a estudiar en el City of Liverpool College.

## Carrera
El primer papel notable de Nelson-Joyce en 2017 fue interpretar al pandillero adolescente James Yates, quien proporcionó el arma que mató a Rhys Jones, de 11 años, en el drama Little Boy Blue. En 2019, James protagonizó el cortometraje nominado al BAFTA The Trap, dirigido por Lena Headey.
En el 2020, coprotagonizó con Maisie Williams el video musical Miracle de Madeon, dirigido por Lena Headey.
En 2021, protagonizó seis episodios de la serie de comedia criminal The Outlaws, en un elenco que incluía a Christopher Walken, Stephen Merchant y Eleanor Tomlinson. El mismo año, trabajó con Stephen Graham y Sean Bean, interpretando al convicto acosador Johnno en el drama carcelario de la BBC Time, dirigido por Jimmy McGovern. James Nelson-Joyce es conocido por interpretar a personajes rudos o malvados.
En 2023, continuó en el papel como Brian Reader en la serie The Gold, también protagonizada por Hugh Bonneville, Dominic Cooper, Charlotte Spencer, Jack Lowden, Tom Cullen y Emun Elliott. y en la serie de gánsteres de Sky Max 1980 A Town Called Malice como enemigo de la familia Lord.
También apareció en la película The Covenant de Guy Ritchie junto a Jake Gyllenhaal y Alexander Ludwig.

## Filmografía

### Películas
| Año  | Título                     | Papel                    | Notas        |
| ---- | -------------------------- | ------------------------ | ------------ |
| 2019 | Bee                        | Bradley                  | Cortometraje |
| 2019 | Money Shot                 | Sean                     | Cortometraje |
| 2019 | The Trap                   | Protagonista             | Cortometraje |
| 2020 | Brothers by Blood          | Leonard                  |              |
| 2020 | The Nest                   | Taxista                  |              |
| 2021 | Eyeholes                   | Mac                      | Cortometraje |
| 2022 | Safe                       | Daz                      | Cortometraje |
| 2023 | Guy Ritchie's The Covenant | Jack 'Jack Jack' Jackson |              |

### Televisión
| Año  | Título               | Papel               | Notas                        |
| ---- | -------------------- | ------------------- | ---------------------------- |
| 2013 | Shameless            | Benny               | Episodio: “Early Retirement” |
| 2014 | Cilla                | Degsy               | 2 episodios                  |
| 2014 | Casualty             | Frankie Macfarland  | Episodio: “The Lies We Tell” |
| 2015 | No Offence           | Franny Lowry        | 1 episodio                   |
| 2016 | Mount Pleasant       | Liam                | 8 episodios                  |
| 2016 | Vera                 | Jason McNeive       | 1 episodio                   |
| 2017 | Little Boy Blue      | James Yates         | Protagonista, 4 episodios    |
| 2019 | The Rook             | Henry Hylton Foster | 1 episodio                   |
| 2019 | The Virtues          | Ryan                | 1 episodio                   |
| 2019 | World on Fire        | Tony                | 1 episodio                   |
| 2021 | Innocent             | Aaron Holmes        | 2 episodios                  |
| 2021 | Time                 | Johnno              | 2 episodios                  |
| 2021 | The Outlaws          | Spider              | 6 episodios                  |
| 2022 | The Responder        | Greg Gallagher      | 2 episodios                  |
| 2022 | Industry             | Jamie Henson        | 2 episodios                  |
| 2023 | The Gold             | Brian Reader        | 3 episodios                  |
| 2023 | The Family Pile      | Greg                | Protagonista, 6 episodios    |
| 2023 | A Town Called Malice | Barney              | 2 episodios                  |